# Linha tronco de bitola de 762mm (Estrada de Ferro Oeste de Minas)
A linha-tronco da Estrada de Ferro Oeste de Minas  em bitola estreita de 762mm tinha formato de "L", seguindo o Rio das Mortes até perto de sua foz, depois buscando as cabeceiras de tributários do Rio Pará, buscando um ponto navegável do Rio São Francisco. A linha se iniciava em Sítio, junto à linha tronco da Estrada de Ferro D. Pedro II, passando por São João del-Rei indo até Aureliano Mourão. Deste ponto, a linha tronco passava por Oliveira, Divinópolis, Pompéu até chegar à Barra do Paraopeba.

## Linha-tronco - 602 km

### Duração dos trechos no tempo
- Antônio Carlos - Barroso 49 km 1880-1984
- Barroso - Tiradentes 37 km 1881-1984
- Tiradentes - São João del-Rei 13 km 1881-hoje. Trecho preservado.
- São João del-Rei - Aureliano Mourão 104 km 1883-1984
- Aureliano Mourão - Oliveira 69 km 1888-hoje. Passou para bitola métrica em 1965.
- Oliveira - Divinópolis 84 km 1890-hoje. Passou para bitola métrica em 1965.
- Divinópolis - São Gonçalo do Pará 27 km 1890-1965
- São Gonçalo do Pará - Velho da Taipa 55 km 1891-1965
- Velho da Taipa - Martinho Campos 72 km 1891-1964
- Martinho Campos - Pompéu 36 km 1891-1962
- Pompéu - Paraopeba 57 km 1894-1960

### Estações e posição quilométrica
- Sítio (Antônio Carlos) km 0,000
- Campolide km 12,185
- Ilhéus (Padre Brito) km 23,337
- Severiano de Resende km 35,180
- Barroso km 48,870
- Prados km 67,800
- Tiradentes km 85,600
- Chagas Dória km 96,432
- São João del-Rei km 98,430
- Santa Rita (Ibitutinga) km 116,900
- Rio das Mortes (João Pinheiro, depois Congo Fino) km 147,100
- Nazareth (Nazareno) km 163,900
- Coqueiros km 172,060
- Ibituruna km 190,060
- Aureliano Mourão km 202,100
- Bom Sucesso km 215,375
- Tartária km 242,248
- Antônio Justiniano km 254,736
- Oliveira km 270,923
- Fromm (João Pessoa) km 273,754
- Folha Larga km 287,240
- Carmo da Matta km 296,387
- Xarqueada km 298,384
- Gonçalves Ferreira km 311,866
- Desterro (Marilândia) km 322,767
- Campo Alegre (Aquiles Lobo) km 335,500
- Assis Ribeiro km 353,448
- Henrique Galvão (Divinópolis) km 354,950
- Henrique Galvão (segunda) km 377,450
- São Gonçalo do Pará km 382,370
- Cercado km 408,780
- Cardosos km 427,092
- Martinho Campos (Velho da Taipa) km 436,862
- Carumbé km 454,142
- Alberto Isaacson km 471,527
- Ibytira km 487,600
- Abbadia (segunda Martinho Campos) km 508,800
- Abaeté km 523,135
- Pompéu km 544,753
- Barra do Paraopeba km 601,800